# 草壁真跡
草壁 真跡（くさかべ の まと）、あるいは草壁吉士 真跡（くさかべ の きし まと、生没年不詳）は、飛鳥時代の豪族。

## 記録
皇極天皇元年（642年）、大和政権は百済および高麗（高句麗）の使節より、それぞれの国において起きた政変の報告を受けた。このとき、先帝の舒明天皇の百済からの弔使への使者の中に、阿曇比羅夫・倭漢書県とともに真跡の一族とみられる草壁吉士磐金の名前も見られる。両国の使者を難波の郡で饗応したあと、大和政権は、朝鮮半島に使者を送ることを決定し、大臣に命じて、高麗には津守連大海（つもり の むらじ おおあま）、百済には国勝吉士水鷄（くにかつ の きし くいな）を、新羅には草壁吉士真跡を、任那には坂本吉士長兄（さかもと の きし ながえ）を派遣することになった。
以上が草壁真跡が史書に唯一登場する箇所であるが、その後、彼がいつ帰朝したのか、どのような報告をしたのか、伝わってはいない。ただ、彼が善徳女王時代の新羅を見聞した一人になったことは事実である。
この後、同年10月、新羅の弔使の船と賀騰極使の船が壱岐島に停泊したという。
草壁（草香部）吉士の根拠地である河内国河内郡日下（現在の大阪府東大阪市日下）や和泉国大鳥郡日部（くさべ）郷（現在の堺市西区）草部は難波津で水陸両方の交通で結ばれていた。『記紀』によると日下には「草香津」、あるいは「日下の楯津」・「日下の蓼津」と呼ばれる港があり、「草香江」といった入り江の東岸に位置していた。難波の堀江の開鑿後、難波の海へ出ることが可能になり、そこから海外へ進出していった事情が窺われる。